# لجنة ألعاب القمار في المملكة المتحدة
لجنة المقامرة في المملكة المُتحدة هي هيئة تنفيذية عامة غير تابعة للدوائر تابعة لحكومة المملكة المتحدة مسؤولة عن تنظيم قانون المقامرة والإشراف عليه في بريطانيا العظمى. يغطي اختصاصها المراهنات الرياضية وألعاب البنغو وآلات القمار واليانصيب، فضلاً عن كازينوهات الإنترنت، لكنها لا تُروِّج لألعاب القمار.
الأهداف المُعلنة للجنة هي إبقاء المُقامرة داخل حدودها الآمنة وإبعاد الجريمة عنها وحماية اللاعبين القُصَّر ومُدمني القمار، فاللجنة تعمل على إعطاء الكازينوهات التراخيص التي تسمح لها بالعمل وتُقدِّم للحكومة البريطانية المشورة بشأن قضايا المُقامرة والضرائب التي تُفرَّض عليها والإحصاءات التي تتناول خصائص اللاعبين المُشاركين. كما تتعاون هيئة المملكة المُتحدة لألعاب القمار مع الشرطة إذا اشتبهت في أي كازينو يُقدِّم خدمات المقامرة بشكلٍ غير قانوني. حَلَّت اللجنة محل مجلس الألعاب لبريطانيا العظمى في عام 2007. ثم في عام 2013، تولت مسؤولية تنظيم اليانصيب الوطني.

## التاريخ
تأسست لجنة المقامرة بموجب قانون المقامرة البريطاني الصادر عام 2005 وتوَّلت صلاحياتها كاملة في عام 2007 حينما حلَّت محل مجلس الألعاب البريطاني لتعمل على تنظيم عمليات المراهنة الرياضية وألعاب البنغو والكازينوهات وآلات القمار واليانصيب، ولكنها لا تعمل على الترويج للمراهنات الرياضية أو ألعاب الكازينو اللجنة هي هيئة عامة غير تابعة للإدارة وترعاها وزارة الثقافة والإعلام والرياضة.
كما أنها مسؤولة عن ألعاب القمار على الإنترنت والتي تتم من خلال الحواسب أو الهواتف المحمولة المُتصلة بالإنترنت داخل بريطانيا العُظمة، وقد أعطت تراخيصها لأكثر من كازينو اون لاين مثل كازينو 888.

في 1 أكتوبر 2013، تم دمج اللجنة الوطنية لليانصيب (التي تُنظِّم اليانصيب الوطني) في لجنة المُقامرة بالمملكة المُتحدة.

## المسؤوليات

### الأهداف والغايات
أهداف واختصاصات اللجنة المُعلنة هي:
1. منع جرائم ألعاب القمار وأعمال الغش والاحتيال.
2. ضمان النزاهة والعدّالة لألعاب القمار.
3. حماية الأطفال ومُدمني القمار من اللعب.

ومع ذلك، يُلاحظ النقاد أن عمليات تسوية المُنازعات التي تقوم بها اللجنة وعدم إفصاحهم عن الشكاوى بشكل مُعلَّن هي أمور سلبية لابد أن تُعالجها اللجنة.
أصدرت اللجنة خطة عمل جديدة خلال عام 2018/2019 بهدف تحسين معايير صناعة المُقامرة وحماية اللاعبين من أضرار المُقامرة.

### الترخيص
تُصدِّر اللجنة تراخيص لمُشغلي ألعاب القمار، ويُمكنها أن تفرض غرامات عليهم أو تُلغي تراخيصهم تمامًا إذا لم يُطبقوا المعايير الخاصّة بلجنة المُقامرة، أيضًا فإن اللجنة مُكلَّفة بمُكافحة كافّة أنشطة المقامرة غير القانونية ومحاكمة القائمين عليها. كما أنها مسؤولة عن تقديم المشورة والإحصاءات الدقيقة للحكومة بشأن القضايا المتعلقة بالمقامرة.

#### ألعاب القمار على الإنترنت
بالنسبة للمقامرة عن بُعد أو ألعاب القمار على الإنترنت، فإن اللجنة تُصدر التراخيص لكازينوهات الإنترنت التي تُقدِّم ألعاب القمار للاعبين البريطانيين. بموجب قانون المُقامرة (الترخيص والإعلان) لعام 2014. أما في السابق، فكان بإمكان أي موقع مراهنات أو موقع ألعاب قمار موجود في إحدى ولايات المقامرة المدرجة في القائمة البيضاء الإعلان عن تقديم خدماته للاعبين في بريطانيا العُظمى دون طلب ترخيص منفصل من اللجنة. عارضت صناعة المقامرة هذه المقترحات، بما في ذلك لجنة جبل طارق للرهان والألعاب.
هناك العديد من كازينوهات الإنترنت التي حصلت بالفعل على ترخيص المملكة المُتحدة مثل:
- كازينو 777
- كازينو on net
- كازينو كروز
- كازينو برونز
- كازينو إنزو
- كازينو 888

### الرصد والتنظيم
تتضمن مسؤوليات لجنة المُقامرة العمل على التأكد من أن الشركات والمواقع المُرخصة يتصرفون وفقًا للمتطلبات التي يفرضها عليهم قانون المقامرة لعام 2005 واللوائح والمعايير الأخرى ذات الصلة. للهيئة حق زيارة المواقع والشركات التي تحمل ترخيصها وفحص أنشطتهم المالية. بعد هذا الفحص، يُمكن لمُختصي لجنة المقامرة أن يُصدروا توصياتهم لإجراء التعديلات، وإذا لم يتم إجرائها يُمكن أن يتم سحب الترخيص أو عدم تجديده
بصرف النظر عن مراجعة أنشطة الجهات الحاملة للترخيص، فإن الهيئة مُخوَّلة باتخاذ إجراءات تنظيمية ضد الجهات المُرخصة التي تنتهك القواعد بطريقة أو بأخرى. يختلف نطاق الإجراءات التي قد يلزم اتخاذها من إصدار تحذير إلى فرض غرامة على مَن ينتهك شروط الترخيص، وفي بعض الحالات التي تتطلب إجراء تحقيق إضافي، يمكن إبطال الترخيص. [بحاجة لمصدر]

تقوم إدارة الاستخبارات التابعة للجنة المقامرة بجمع معلومات حول الأنشطة غير القانونية المتعلقة بمجالها وتجري تحقيقًا أوليًا لبناء صورة عن الوضع وإبلاغ الإدارة العليا. يتعاونون أيضًا مع منظمات المملكة المتحدة الأخرى والشرطة في الحالات التي يتم فيها اكتشاف أنشطة المراهنة المشبوهة.
يتم نشر قائمة المشغلين وأصحاب التراخيص الشخصية الذين فرضت عليهم عقوبات تنظيمية على موقع لجنة المقامرة.

#### الأعمال البارزة
في ديسمبر 2016، فرضت لجنة المقامرة غرامة قدرها 3 ملايين جنيه استرليني على مجموعة كاميلوت لفشلها في التحقق من بطاقة اليانصيب الوطنية المزورة التي تم تقديمها عام 2009. وجدت اللجنة أن شركة Camelot لديها ضوابط رديئة لمنع الاحتيال وأنها قد انتهكت شروط ترخيصها. تم التحقيق في القضية لاحقًا من قبل الشرطة التي وجدت أن أحد موظفي Camelot قد تآمر مع أحد أفراد الجمهور ليتمكن من الحصول على الجائزة الكبرى التي بلغت قيمتها 2.5 مليون جنيه إسترليني باستخدام تذكرة وهمية.
في فبراير 2018، فرضت اللجنة غرامة على شركة المُراهنات البريطانية وليام هيل بقيمة 6.2 مليون جنيه إسترليني لعدم حماية الاعبين بعد سلسلة من الإخفاقات المنهجية في منع عمليات غسل الأموال.

## روابط خارجية
- لجنة القمار
- فيديو يناقش الانتقال إلى برمنغهام في نوفمبر 2010
- من الألف إلى الياء قائمة القمار الكازينوهات المرخصة
- تاريخ الرهان والقمار والقانون